# Gustav Kettel
Gustav Kettel (* 12. März 1903 in Essen; † 21. Februar 1983 in Köln) war ein deutscher Widerstandskämpfer gegen den Nationalsozialismus. Er gehörte dem sogenannten Leuschner-Netz an.

## Leben
Gustav Kettel erlernte den Beruf des Drehers und arbeitete im Blei- und Silberbergwerk Bad Ems, wo er auch im Betriebsrat als Vorsitzender aktiv war. Er war Mitglied der SPD und im Vorstand des Allgemeinen Deutschen Gewerkschaftsbundes (ADGB) sowie im Deutschen Metallarbeiter-Verband. In Bad Ems kümmerte er sich um die „Volksbücherei“ und gründete eine Ortsgruppe der Sozialistische Arbeiter-Jugend. Aktiv war er außerdem als Leiter der Ortsgruppe der Deutschen Friedensgesellschaft in Bad Ems.
Nach der Machtergreifung galt er auf Grund seines politischen Aktivismus in seinem Heimatort Bad Ems als „persona non grata“ und verlor seine Arbeit sowie jegliche Aussichten in dem Ort wieder Arbeit zu finden. So zog er 1934 zurück ins Ruhrgebiet und gründete in Essen ein kleines Geschäft für Versicherungen. Später verkaufte er als Handelsvertreter auch Spülmittel und Gasgeräte für Industrieküchen. Er begann sich im Widerstand zu engagieren und knüpfte Kontakte zu Antifaschisten im Deutschen Reich und in den Niederlanden. In Sachsen wurde er verhaftet und in ein Konzentrationslager gesteckt, wo er misshandelt wurde. Ihm gelang jedoch die Flucht und er kehrte, nach einem missglückten Fluchtversuch in die Niederlande, zurück ins Ruhrgebiet, wo er sich einem pazifistisch-sozialistischen Widerstandskreis in Dortmund anschloss.
Durch den Dortmunder Widerstandskreis kam er 1942 zum Widerstandskreis um Wilhelm Leuschner. In diesem engagierte er sich als Kurier unter dem Decknamen „Camphausen“ und reiste nach unter anderem Frankfurt am Main, Neu-Isenburg und Darmstadt. Ab dem Frühjahr 1944 bereitete er sich auf die Zeit nach dem geplanten Hitler-Attentat vor. Nach einem gelungenen Attentat war er als Chef des Regierungsbezirks Rheinland eingeplant. Anschließend taucht Kettel in Darmstadt unter, um nicht in den Krieg eingezogen zu werden. Zusammen mit einem Partner gründete er dort ein Handelskontor für Großküchen. Für die Alliierte Besatzungsmacht beteiligte er sich Frankfurt am Main und Darmstadt am Wiederaufbau der Zivilverwaltung. Anschließend kehrt er nach Essen zurück und führte sein Handelskonto weiter. Seine Wohnung in Essen blieb auch nach dem Krieg ein Ort, wo er sich mit politisch Gleichgesinnten traf. Bis in die 1960er war er Geschäftsführer der DFG. Seine Firma führte er bis 1971. Sie wird seitdem als Kettel Großküchen weiterbetrieben.
In den 1960er Jahren gründete er eine Stiftung zur Förderung von begabten und förderungswürdigen Menschen aus dem pazifistischen Umfeld. Die Stiftung existiert bis heute und vergibt weiterhin Stipendien.
Am 21. Februar 1983 verstarb Gustav Kettel.